# Karolina Kedzierska
Karolina Kedzierska, född 14 september 1987 i Malmö, är en svensk taekwondoutövare. Kedzierska började träna taekwando 1997. Kedzierska deltog i de olympiska sommarspelen 2008, där hon tog sig till en bronsmatch, men förlorade där mot brasilianskan Natália Falavigna.
Kedzierska bor i Malmö och tävlar för GAK Enighet. Hennes moderklubb är Po-Eun Kampsports center. 